# Sphaeroniscus senex
Sphaeroniscus senex is een pissebed uit de familie Scleropactidae. De wetenschappelijke naam van de soort is voor het eerst geldig gepubliceerd in 1893 door Gustav Budde-Lund.